# 니시토키다촌
니시토키다촌(西外城田村)은 일본 미에현 다키군에 설치되었던 촌이다. 현재의 다키정의 서단에 해당한다.